# Hate Them
Hate Them es el noveno álbum de estudio de la banda noruega de black metal, Darkthrone. Fue publicado por Moonfog Productions en 2003.

## Lista de canciones
1. "Rust" – 6:45
2. "Det svartner nå" (It Darkens Now) – 5:37
3. "Fucked Up and Ready to Die" – 3:44
4. "Ytterst i livet" (On the Edge of Life) – 5:25
5. "Divided We Stand" – 5:18
6. "Striving for a Piece of Lucifer" – 5:31
7. "In Honour of Thy Name" – 6:27

## Créditos
- Nocturno Culto – guitarra, bajo, voz
- Fenriz – batería

- Datos: Q1756597